# The Ghost City (1923)
The Ghost City é um seriado estadunidense de 1923, no gênero Western, dirigido por Jay Marchant, em 15 capítulos, estrelado por Pete Morrison e Margaret Morris. O seriado foi produzido e distribuído pela Universal Pictures, e veiculou nos cinemas estadunidenses entre 3 de dezembro de 1923 e 9 de março de 1924.
Este seriado é considerado perdido.

## Sinopse
Em Sunshine Valley, Califórnia, "Laughing" Larry Lawton e seu amigo, "Sagebrush" Hilton, são informados que, a menos que os proprietários da fazenda coloquem $10.000 em um ponto designado em um determinado dia, o reservatório que fornece água para o vale será drenado. Para mostrar que não estão brincando, uma parte do reservatório já foi drenada. Em Nova Orleans, o rico proprietário da fazenda Austin Sinclair, que agora comprara Ghost City Ranch, em Sunshine Valley, recebe a notícia da conspiração em andamento para tomar sua fazenda. Ele é incapaz de viajar para a Califórnia por causa de um pé com deficiência, mas sua filha Alice se oferece para irems eu lugar. Ela recebe seu primo, Ray Moreton (Al Wilson, aviador na vida real), um aviador, para levá-la em seu avião. Os agentes de Jasper Harwell, que está tentando obter o rancho por meios desleais, tentam impedir a partida, mas o casal escapa e logo está a caminho. O avião apresenta problemas de motor algumas milhas aquém de seu destino e são obrigados a desembarcar. Alice empresta um cavalo e segue para Ghost City Ranch, com muitas aventuras no caminho.

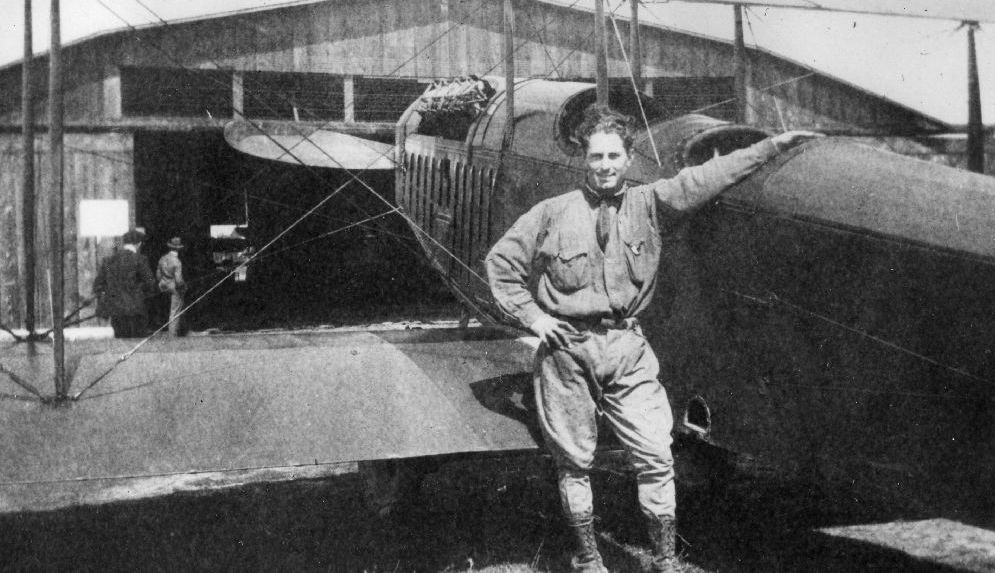
Al Wilson, pilto na vida real, dublê e ator que atuou no seriado.

## Elenco
- Pete Morrison … Laughing Larry Newton
- Margaret Morris … Alice Sinclair
- Al Wilson … Raymond Moreton
- Frank Rice … Sagebrush Hilton
- Bud Osborne … Jasper Harwell
- Lola Todd … Ginger Harwell
- Slim Cole ... Mort Carley
- Alfred Allen ... Austin Sinclair
- Princess Neela ... Maria de Ortega
- Valerio Olivo ... Manuel Ortega
- William Quinn … capanga (não-creditado)
- Frank Tomick … capanga (não-creditado)

## Capítulos
1. The Thundering Herd
2. The Bulldogger
3. The Maelstrom
4. The Water Trap
5. Foiling the Rustlers
6. Death's Specter
7. Stolen Gold
8. The Midnight Intruder
9. Talons of the Night
10. The Frame-Up
11. Ambushed
12. The Betrayal
13. Man to Man
14. Flames of Vengeance
15. Face to Face

Fonte: 